# Tohoru Masamune
Pour les articles homonymes, voir Masamune.
Tohoru Masamune, né le 18 novembre 1959 à Madison dans le Wisconsin, est un acteur américain.

## Biographie
Il a grandi à Edmonton dans l'Alberta puis à Newton dans le Massachusetts. Il est le petit-fils du scientifique Nozoe Tetsuo (de) et son père était professeur au Massachusetts Institute of Technology (MIT)[source insuffisante].

## Filmographie

### Acteur

#### Cinéma
- 1990 : Fenêtre sur Pacifique : Voisin
- 1990 : Learning Curve : M. Igetsu
- 1994 : Bigfoot: The Unforgettable Encounter (en) : Ling
- 2000 : Les Razmoket à Paris, le film : Touriste japonais (non crédité)
- 2005 : Mémoires d'une geisha : Radio Announcer (non crédité)
- 2010 : Inception : Japanese Security Guard
- 2010 : Shanghai : Radio Announcer (voix, non crédité)
- 2012 : The Monogamy Experiment : Dr Jouda
- 2013 : Crosstown : Dean
- 2014 : Ninja Turtles : Shredder
- 2014 : Sway : Pasteur Joe
- 2018 : Bond of Justice: Kizuna
- 2018 : Chatter : Martin Takagi
- 2018 : The Silk Road
- Date inconnue : Angelic Magica : Daniel Igarashi

#### Courts-métrages
- 2002 : Ocha Cups for Christmas
- 2007 : Forever
- 2009 : The One Who Got Away
- 2011 : The Photographs of Your Junk (Will Be Publicized!)
- 2014 : The Monogamy Experiment Short
- 2015 : Clowns Vs Ninjas

#### Télévision

##### Séries télévisées
- 1996 : Diagnostic : Meurtre : Al Cho
- 1996 : Dingue de toi : Anesthesiologist
- 1996 : The Cape : Hiro Furakawa
- 1996 : The Secret World of Alex Mack : Dr Matsumura
- 1997 : The Practice : Donnell et Associés : Technicien
- 1997 : À la une : George
- 1999 : Chicago Hope, la vie à tout prix : Paramedic #4 / Paramedic #8
- 1999 : Providence : Reporter #2
- 2002 : Stanley
- 2003 : Jackie Chan : Company Owner
- 2005 : FBI : Portés disparus : M. Kim
- 2006 : 24 Heures chrono : CTU Agent
- 2006-2007 : Heroes : Boss at Yamagato / M. Egami
- 2008 : Big Shots : Riko's Manager
- 2010 : No Ordinary Family : Sushi Chef
- 2010-2011 : SOLO – The Series : Yakuza Bossman
- 2011 : Les Feux de l'amour : Myanmar Official
- 2011 : Love That Girl! (en) : M. Dae-Jung
- 2011 : The Event : Prime Minister's Translator
- 2011 : The Icarus II Project : Lee
- 2012 : Shake It Up : Executive #1
- 2012 : iCarly : M. Fuzawa
- 2013 : Kung Fu Panda : L'Incroyable Légende : Kira Kozu
- 2015 : Game Shakers : Alan
- 2015 : Weird Loners : Kenneth
- 2016 : American Dad! : Chef Haruki
- 2016 : Dark/Web : Dr Nakasima
- 2016 : Marvel : Les agents du S.H.I.E.L.D. : Haruto Yakimura
- 2016 : Ours pour un et un pour t'ours : Manager
- 2016 : Suspense : Ao Guangxi
- 2016 : The Mobile Oval : Leonardo Watanabe
- 2017 : Teenage Mutant Ninja Turtles : Samurai #2 / Samurai #3 / Samurai #4

##### Téléfilms
- 1995 : Yakuza Connection
- 2008 : Warbirds : Col. Ozu
- 2008 : iCarly: Carly va au Japon : Massage Therapist #1
- 2013 : Shang : Connor Xiang

### Monteur

#### Courts-métrages
- 2014 : The Monogamy Experiment Short

### Producteur

#### Cinéma
- 2012 : The Monogamy Experiment